# Halensee
Der Halensee (früher: Hohler See) ist ein See der kleinen Grunewaldseenkette im Ortsteil Grunewald des Berliner Bezirks Charlottenburg-Wilmersdorf nahe dem westlichen Ende des Kurfürstendamms. Er hat eine Fläche von etwa 57.000 m² und ist bis zu zehn Meter tief. Der See verfügt über keinen natürlichen Zufluss und speist sich teilweise aus Grundwasser; über drei Einleitstellen wird dem See Straßenabwasser zugeführt.

## Geschichte
Aus dem schon gegen Ende des 19. Jahrhunderts bestehenden Ausflugsziel mit Wirtshaus und verschiedenen Attraktionen wurde das 1909 am Ostufer des Halensees eröffnete Vergnügungsgelände Lunapark, ein beliebtes Berliner Ausflugsziel und bis zum Ersten Weltkrieg Europas größter Vergnügungspark. Am 4. Februar 1897 fand auf dem See das älteste verzeichnete Eishockeyspiel in Deutschland statt, als der Akademische Sport Club Berlin gegen eine Studentenmannschaft mit 11:4 gewann.
Die Nationalsozialisten schlossen den Lunapark. Auf einem Teil seines Geländes wurde die Halenseestraße gebaut. Das direkt am nordöstlichen Ufer des Sees gelegene Gelände wurde dann 1938 von Joseph Pertl zum Landschaftspark umgestaltet; diese damals „Halenseepark“ genannte Grünanlage wird heute im Sommer überwiegend als Liegewiese unter anderem von Nacktbadern ohne FKK-Zwang genutzt. 1997 wurde der Park nach dem preußischen Politiker und Unternehmer Karl Rudolf Friedenthal benannt. Eine Gedenktafel an einem großen Findling im Park informiert über die Hintergründe der Umbenennung. Seit das gegenüberliegende Strandbad an einen Privatmann verkauft und in eine Strandbar umgewandelt wurde, sind der Friedenthalpark und ein Weg in der Wallotstraße hinter dem Wissenschaftskolleg freie Zugänge zum See. Seit 2013 gibt es einen Steg zwischen dem Friedenthalpark und dem Uferwanderweg in der Grünanlage Trabener Straße. Der Uferwanderweg auf dem Grundstück Trabener Straße 70a ist bereits seit 2009 für Parkbesucher geöffnet.
Im September 2005 begannen die auf ein Jahr veranschlagten und im April 2008 beendeten Bauarbeiten für ein neues Klärwerk, das die Wasserqualität des Halensees nachhaltig verbessern soll. Für eine zusätzliche Bodenfilteranlage wurden im Friedenthalpark etwa 30 Bäume gefällt. Die Liegewiese, die während der Bauarbeiten durch einen Bauzaun um etwa 300 m² verkleinert wurde, steht wieder in voller Größe zur Verfügung. Als Eigentümer der Stadtautobahn finanziert der Bund 61 Prozent der auf drei Millionen Euro geschätzten Kosten der Filteranlage. Den Rest trägt das Land Berlin.

## Wasserqualität
Der Halensee, bei trockener Witterung einer der saubersten Seen Berlins, wies in der Vergangenheit nach Regenfällen jedoch eine der höchsten Keimbelastungen aller Berliner Seen auf. Dies ergab sich aus dem Zufluss von Regenwasser von den umliegenden Straßen, vor allem von dem an den Friedenthalpark angrenzenden Zubringer zum Berliner Stadtring, das seit den 1980er Jahren ungeklärt durch das defekte Klärwerk an der Trabener Straße floss. Seit Jahrzehnten wurden die Regenabwässer der versiegelten Straßenflächen am Halensee und damit Keime und Schadstoffe mehr oder weniger direkt in den See gespült. Alles, was zunächst am Ufer liegen bleibt, landet am Ende ebenfalls im See. Das Schließen der Überlaufsperre an der nordwestlich des Halensees gelegenen AVUS im Jahr 1996 hat das Einzugsgebiet des Sees zwar auf jetzt ca. 67 Hektar mehr als halbiert und damit zu einer Entlastung geführt, das Grundproblem aber nicht gelöst. Mit Inkrafttreten der Badegewässerverordnung der EU wurde im Jahr 2003 wegen häufiger Grenzwertüberschreitungen bei der Wasserüberprüfung für den Halensee ein Badeverbot verhängt, um Sanktionen zu vermeiden. Das Badeverbot wird allerdings häufig missachtet.

## Aktuelle Situation
Das Bezirksamt Charlottenburg-Wilmersdorf hat das Badeverbot zum 1. Mai 2016 nach zwölf Jahren wieder aufgehoben, weil sich die Wasserqualität durch die Filteranlage der Wasserbetriebe verbessert hat. Das Strandbad wird als Strandbar Ku’damm Beach vom Wirt des benachbarten Restaurants Cappuccino Grand Café betrieben. Allerdings beträgt der Eintritt mit Miete für einen Liegestuhl zwölf Euro, sodass der ehemalige Charakter eines Volksbades verlorengegangen ist. Kinder bis zu acht Jahren haben freien Eintritt.

## Galerie

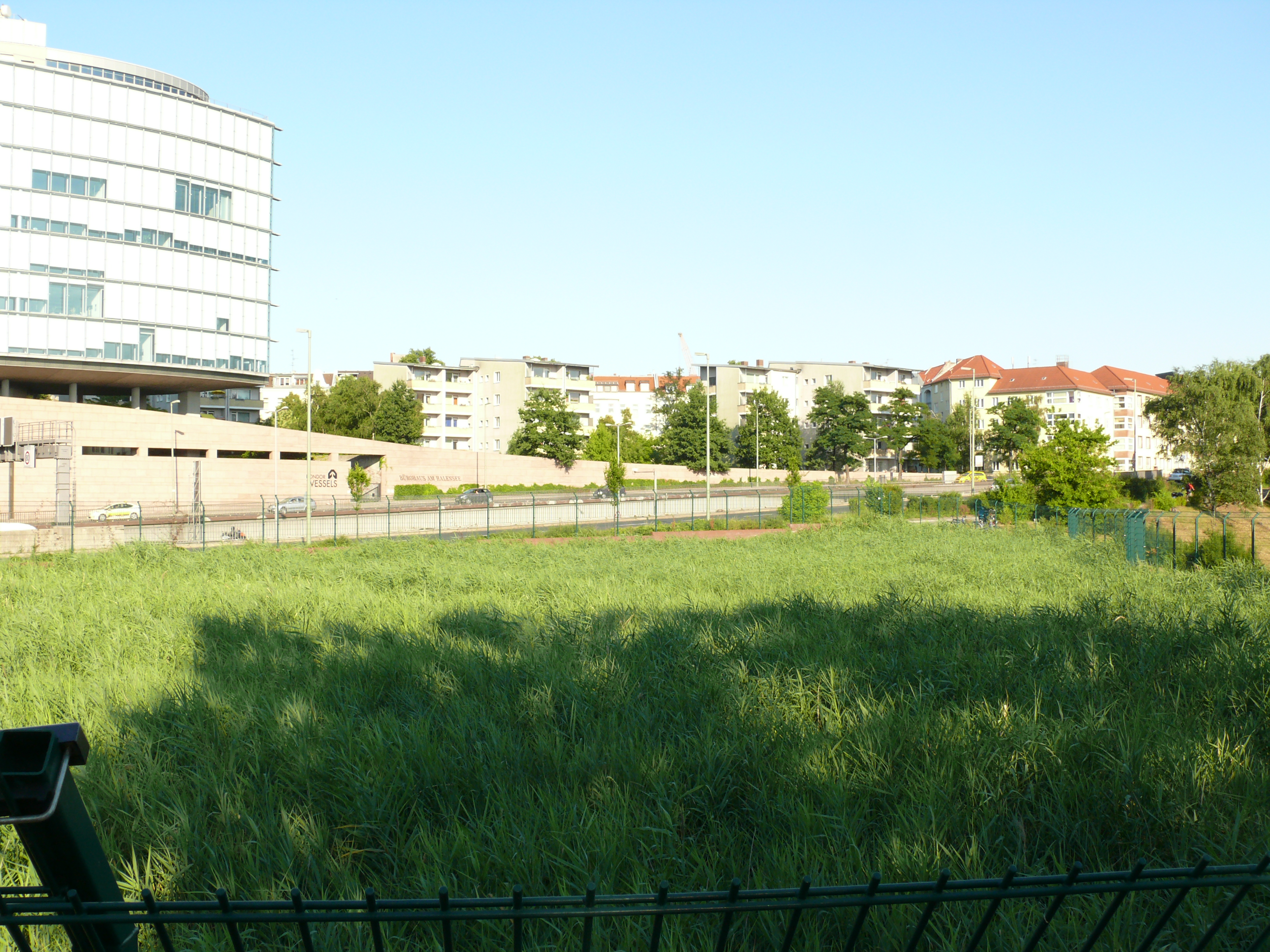
Bodenfilteranlage
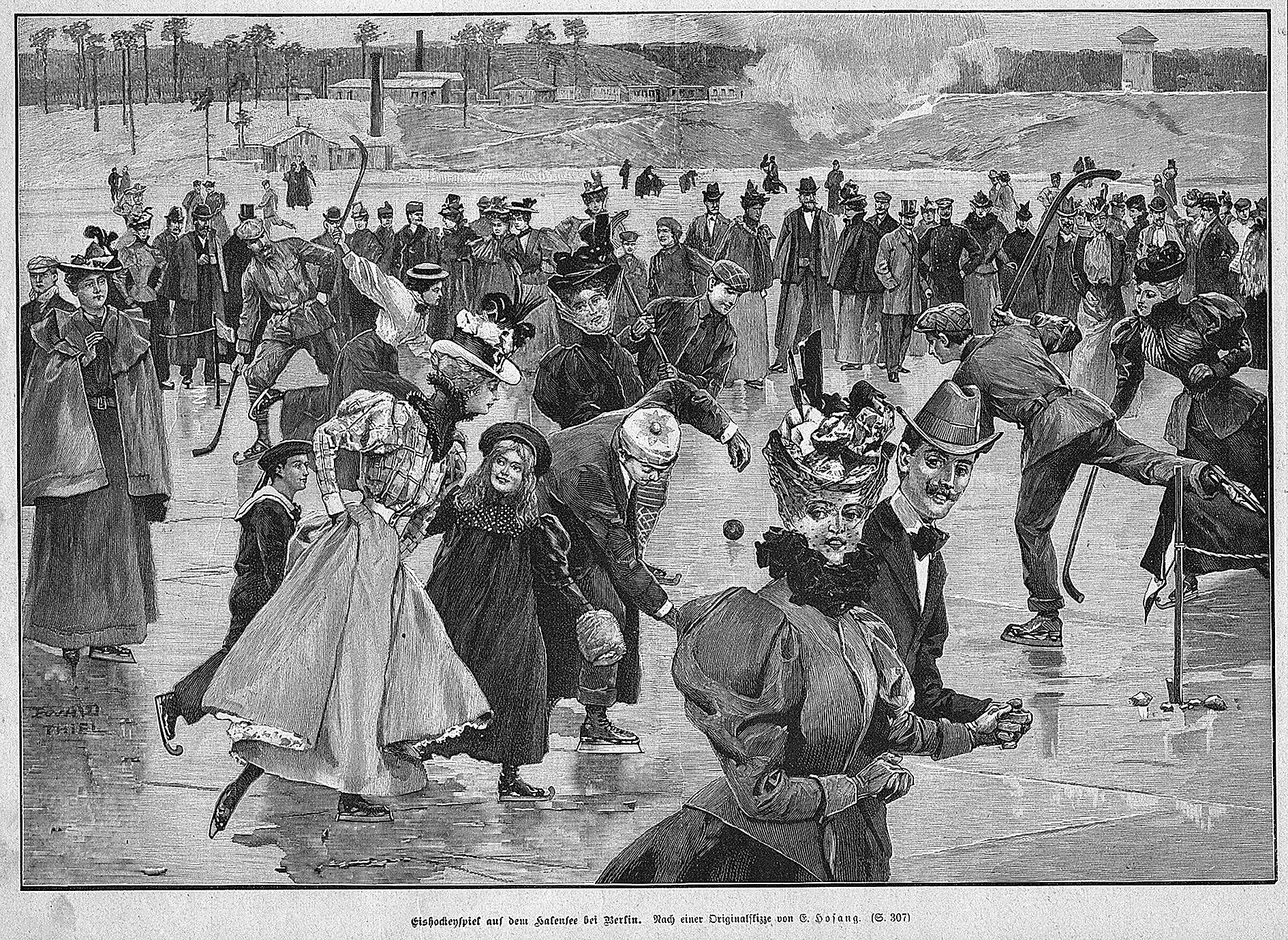
Eisvergnügen auf dem Halensee (1898)
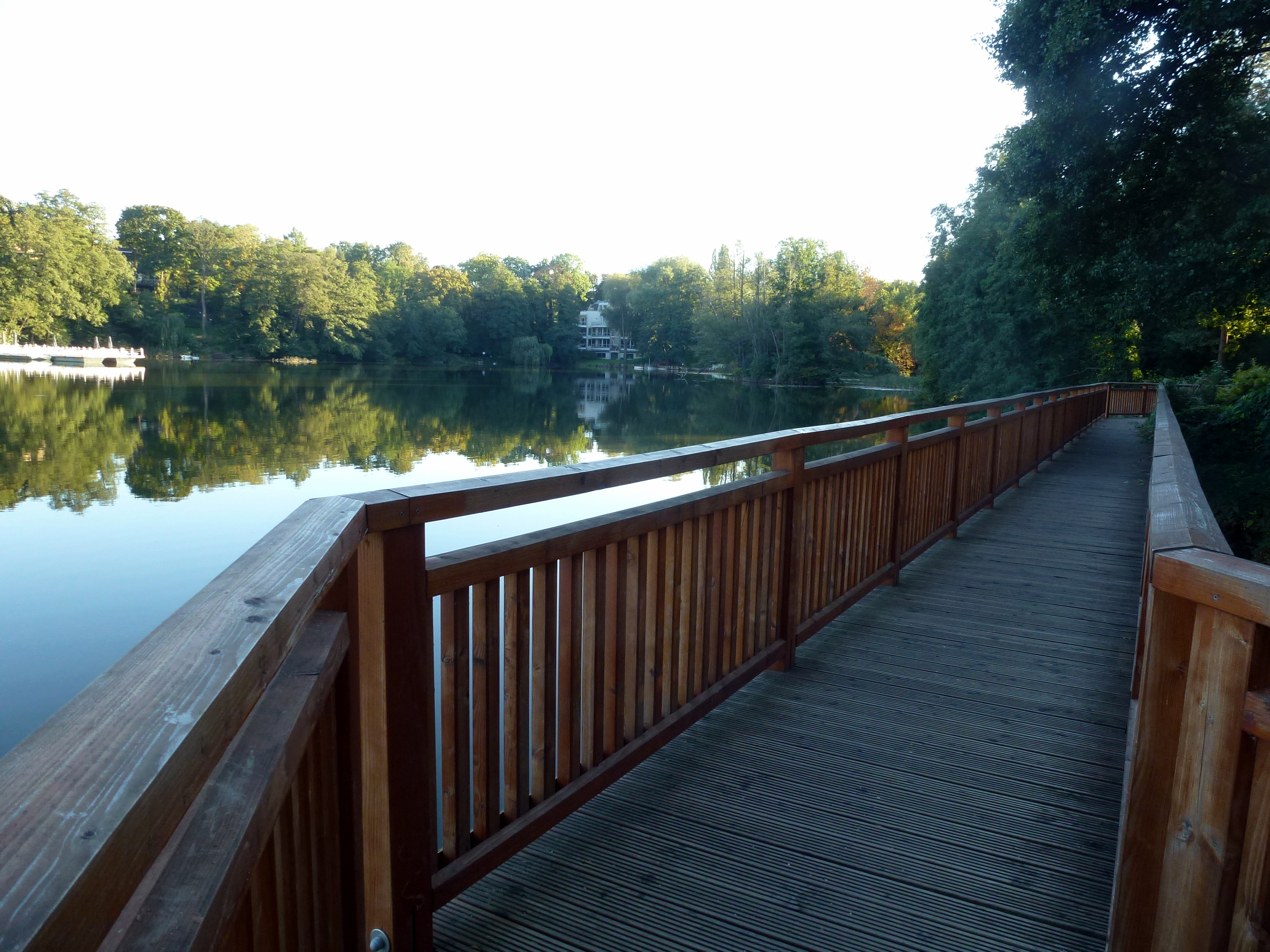
Steganlage am Uferwanderweg
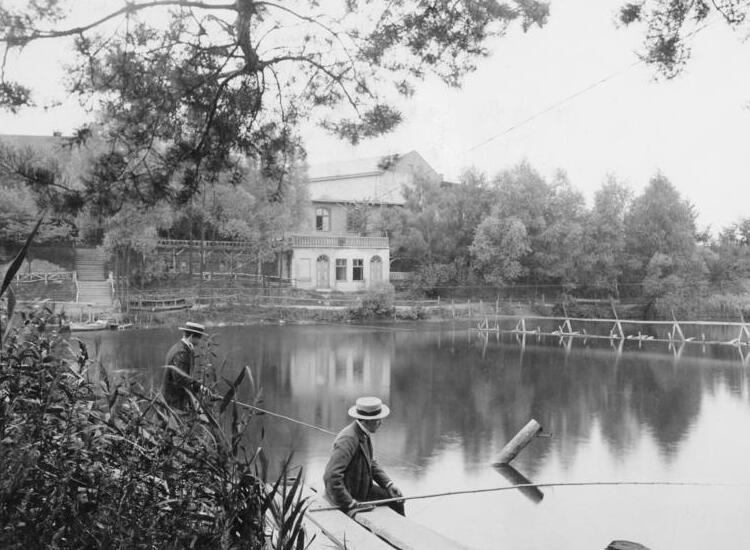
Angler am Halensee (um 1900)
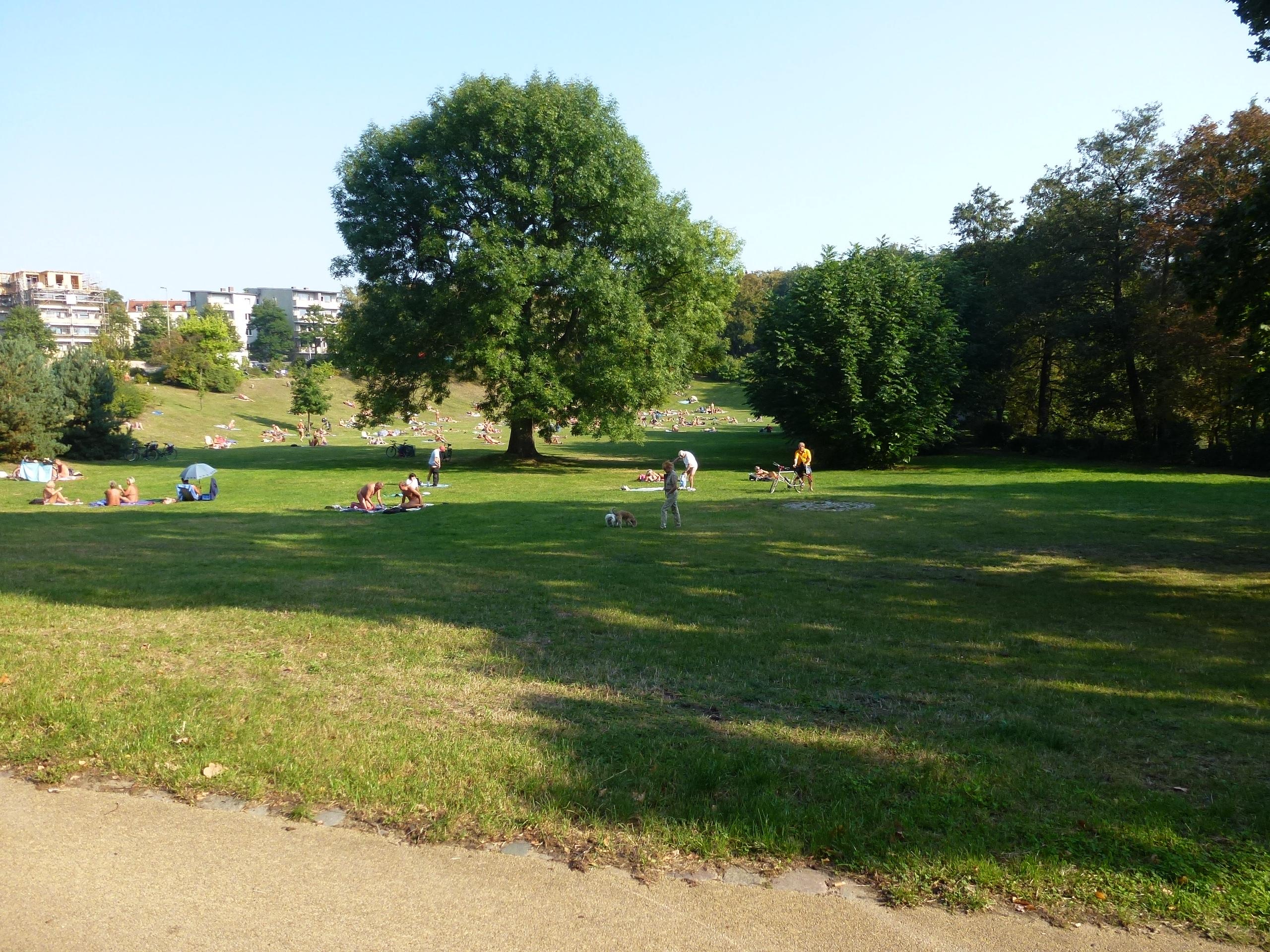
Liegewiese im Friedenthalpark
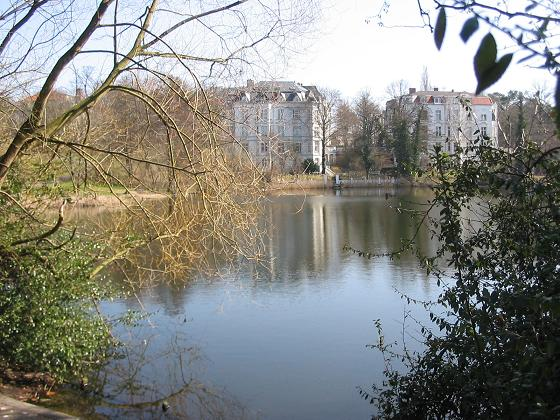
Blick vom Ufer
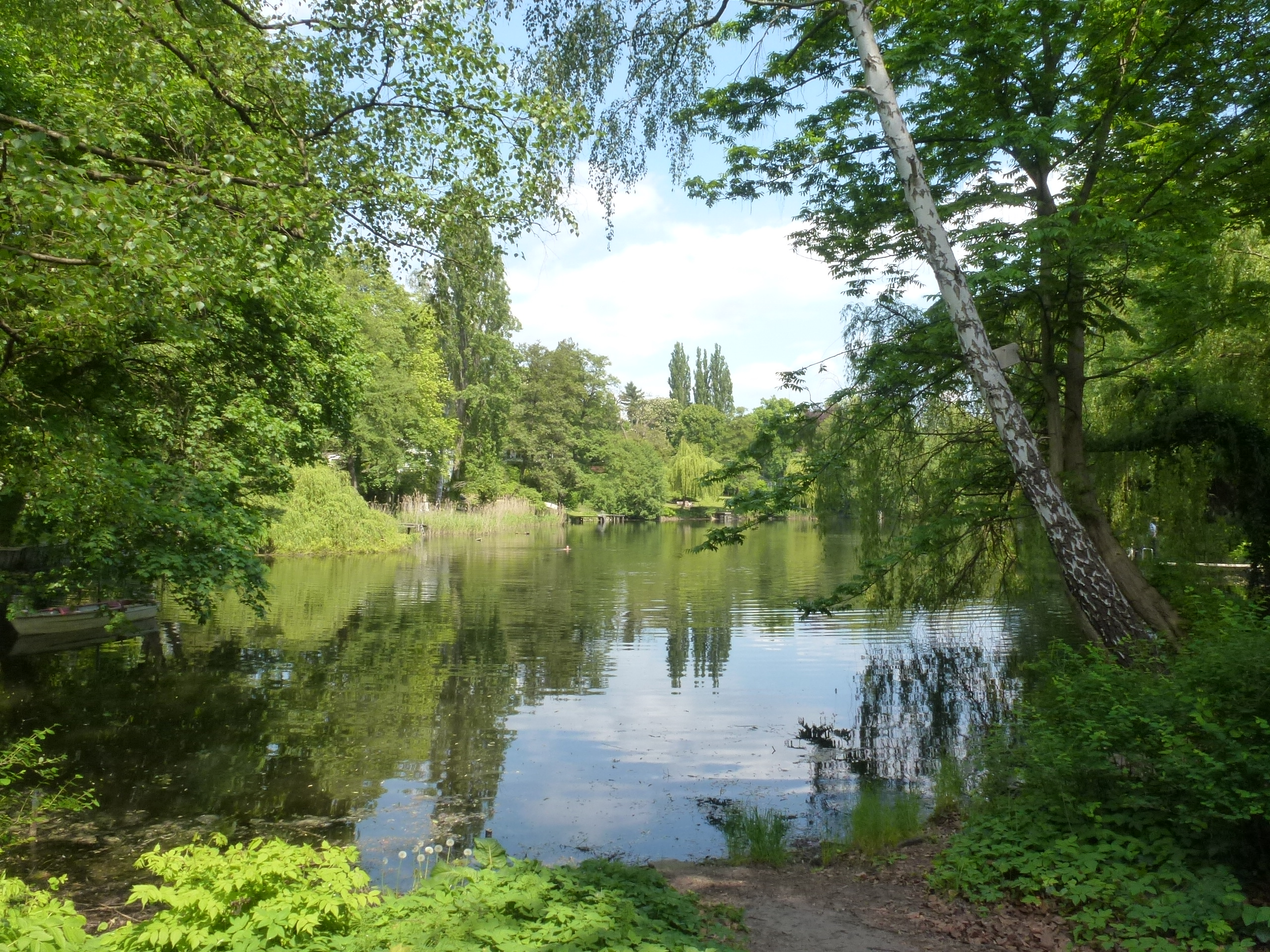
Blick von der Westseite